# Clematis armandii
Espèce
Classification phylogénétique
La clématite d'Armand (Clematis armandii) est une espèce de plante grimpante de la famille des Ranunculaceae, originaire de Chine.
Elle est cultivée dans les jardins pour son feuillage luisant et persistant et sa floraison blanche exceptionnelle.

## Étymologie et histoire de la nomenclature
Le nom de genre Clematite est un emprunt au latin impérial clematis, -idis « clématite », dérivé du grec  klêma  κλημα  « sarment » (tige sarmenteuse).
L’épithète spécifique armandii a été dédiée à son découvreur Armand David par le botaniste Adrien Franchet spécialiste de la flore asiatique.
Le missionnaire naturaliste Armand David a découvert cette clématite en avril 1869, à Moupin dans une région montagneuse à l’ouest de Chengdu (Chine), appelée actuellement Baoxing, occupée par l’ethnie tibéto-birmane Jiarong. Établi quelques mois de 1869 dans le collège de cette mission, le père David y fit une collecte de spécimens de mammifères, d’oiseaux, d’insectes et de plantes tant remarquable par le nombre que la qualité. Selon le dénombrement effectué par Boutan, il a envoyé de cette région du Tibet oriental au Muséum 676 spécimens de plantes, 441 d'oiseaux, 145 de mammifères dont le panda géant.
Au Muséum de Paris, le botaniste Adrien Franchet qui recevait les herbiers du père Armand David, donna une description à la clématite récoltée à Moupin qu’il appela Clematis armandii en hommage au père Armand David.

## Description

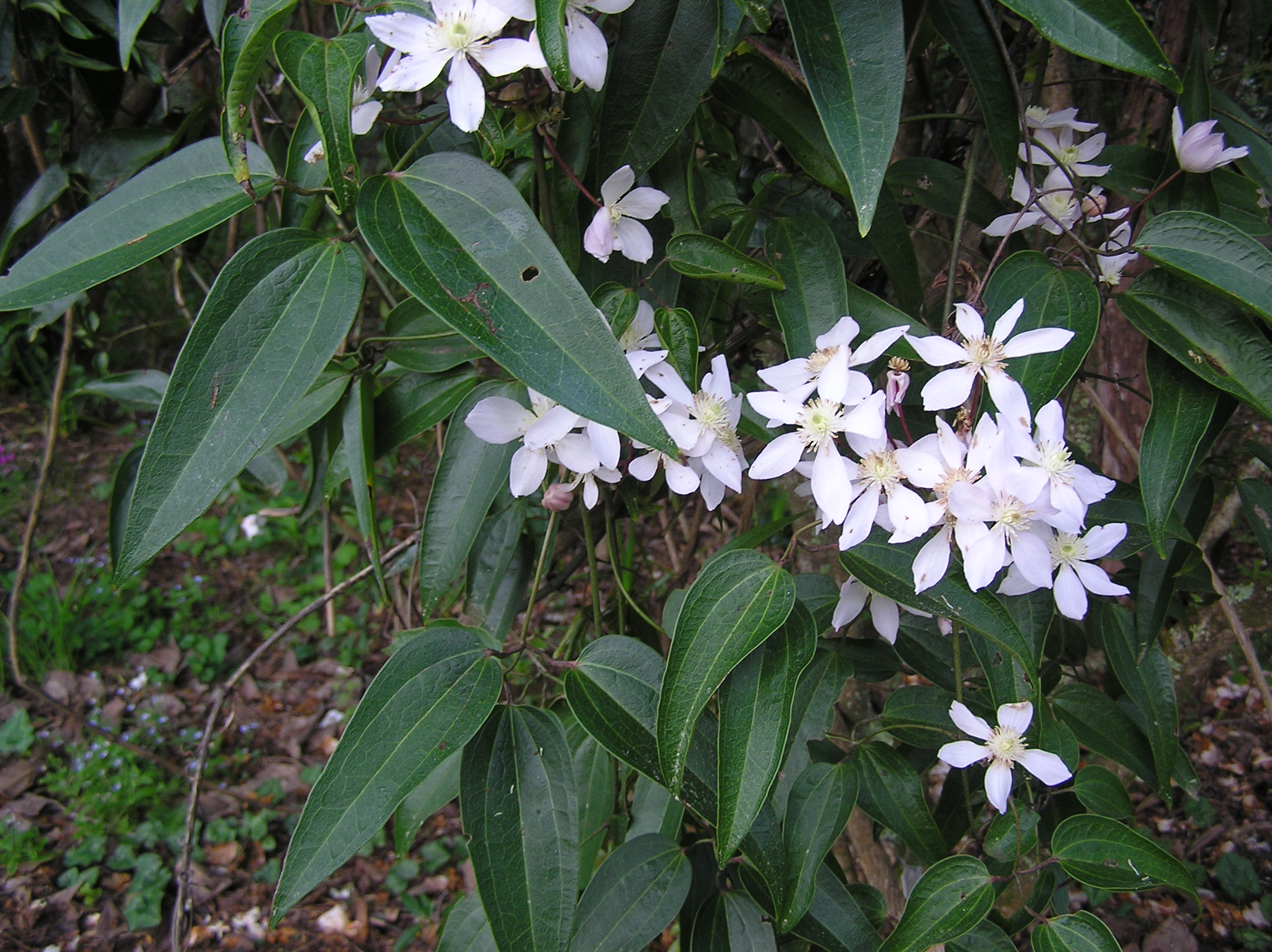
Folioles vert foncé, coriace et fleurs blanches

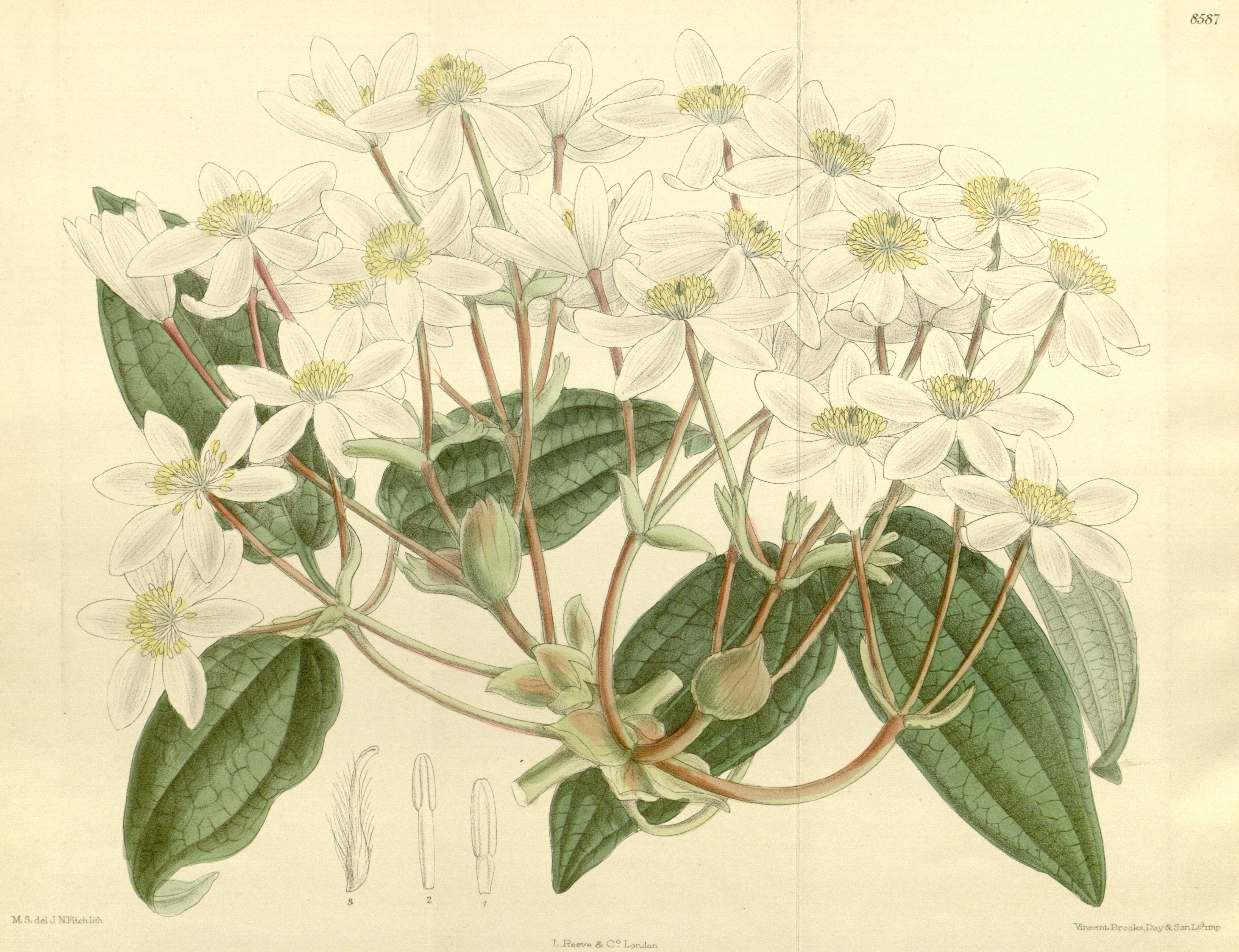
Clematis armandii (Illustration)

La clématite d’Armand est une liane grimpante qui peut développer des tiges de 6 m de long.
Les feuilles coriaces, persistantes et luisantes sont ternées. Chacune des trois folioles ont un limbe étroitement ovales, lancéolés ou ovales, de 5–16 cm de long sur 1,5-7 cm, coriace, à nervures saillantes en dessous. Le feuillage est persistant. Les pétioles se transforment en vrilles et permettent à la plante de s'accrocher.
L’inflorescence est une cyme à plusieurs fleurs, provenant de bourgeons axillaires de vieilles branches, rarement à l'aisselle des feuilles des branches de l'année en cours; le pédoncule de 0,4 à 8 cm, est pubérulent ou glabre. La fleur de 2 à 8 cm de diamètre, comporte 4 sépales pétaloïdes blancs ou rosâtres, étalés. Les 6 à 11 étamines font de 3 à 4,5 mm. Le style est densément villeux (couvert de poils fins). Le parfum des fleurs évoque la fleur d'oranger et la vanille. La floraison a lieu en mars-avril.
Le fruit est un akène, surmontés d'une aigrette plumeuse (le style persistant, plumeux blanc).

## Répartition et habitat
La clématite d’Armand pousse en Chine dans les provinces du Fujian, S Gansu, N Guangdong, Guangxi, Guizhou, Hubei, Hunan, Jiangxi, S Shaanxi, Sichuan, E Xizang, Yunnan, S Zhejiang et dans le Nord du Myanmar.
Elle croît dans les forêts, lisières de forêts, pentes, broussailles, le long des ruisseaux; de 100 à 2 400 m d'altitude.

## Usages

### Culture
La plante elle-même a été introduite en Europe par Ernest Henry Wilson en 1900 et fut rapidement reconnue comme une grimpante de première classe. Mais comme son aire de distribution comporte des zones subtropicales, elle n’est pas très rustique et il faut l’installer contre un mur bien exposé.
En horticulture, son feuillage persistant et lustré, et sa floraison précoce (mars) la fait rentrer dans le groupe 1 des clématites. Les fleurs mesurent 5 cm de diamètre, sont étalées, blanches et très parfumées, à anthères crème, regroupées en cymes axillaires.
Taille : 3 à 5 m de haut pour 2 à 3 m de diamètre.
Principale variété : Clematis armandii 'Apple Blossom' aux fleurs blanches teintées de rose, de 4 à 6 cm de diamètre, plus foncées sur la face inférieure des sépales, virant au blanc rosé. Le cultivar 'Apple Blossom' est lui-même originaire de Chine.

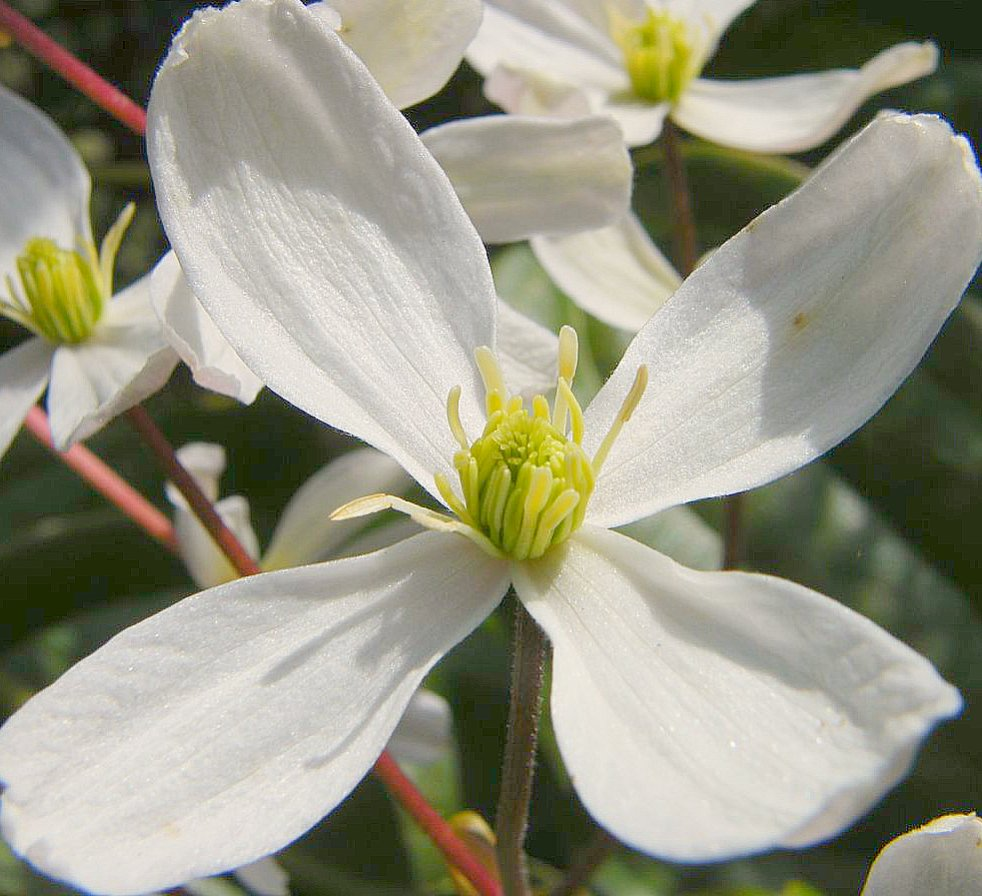
Clematis armandii (Détail de la fleur)
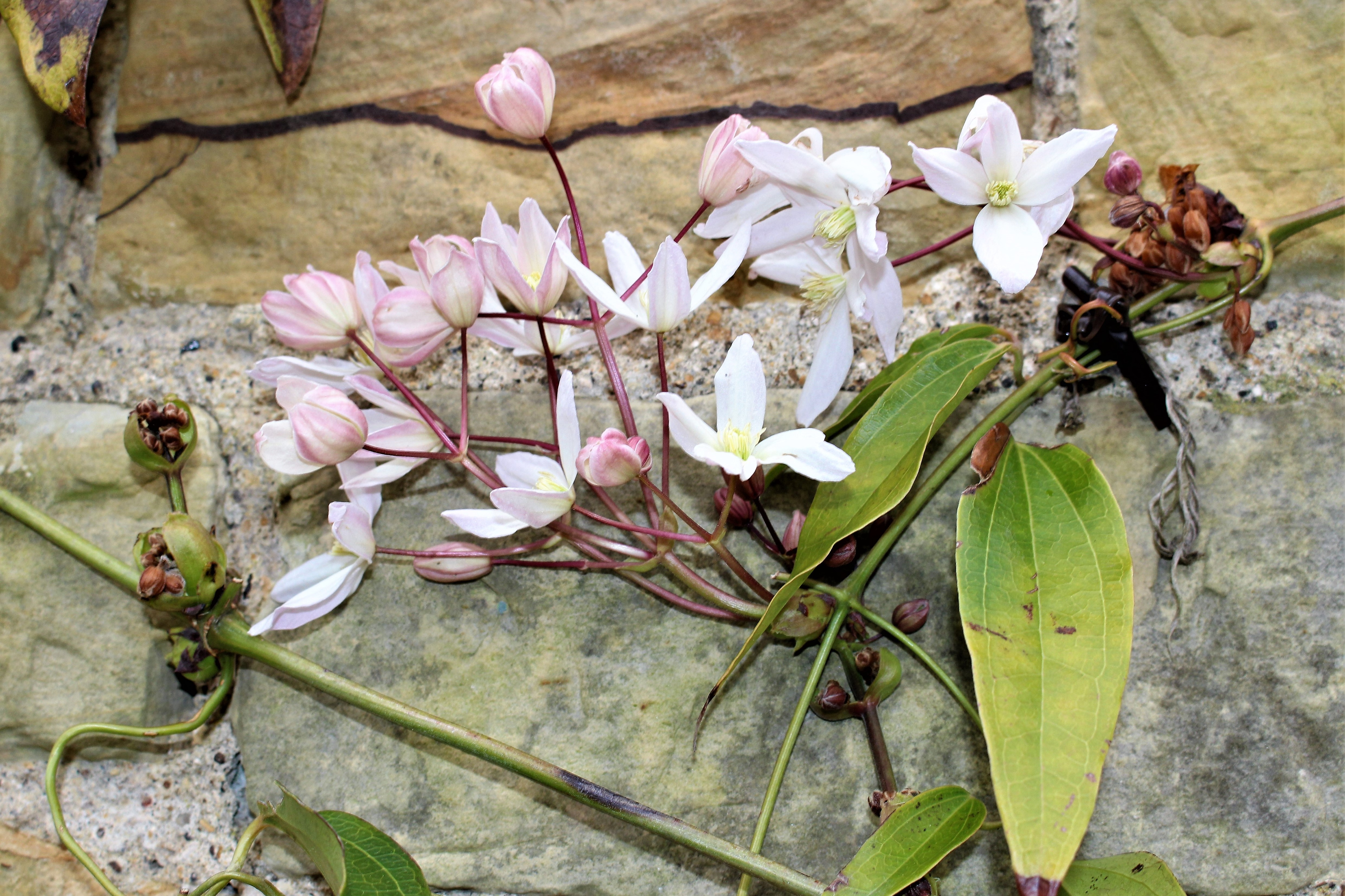
Clematis armandii teinté de rose
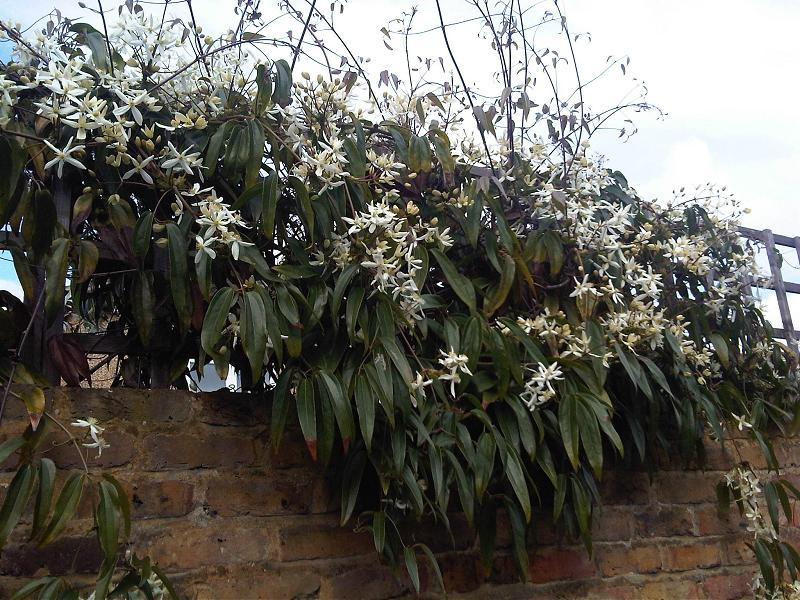
Clematis armandii
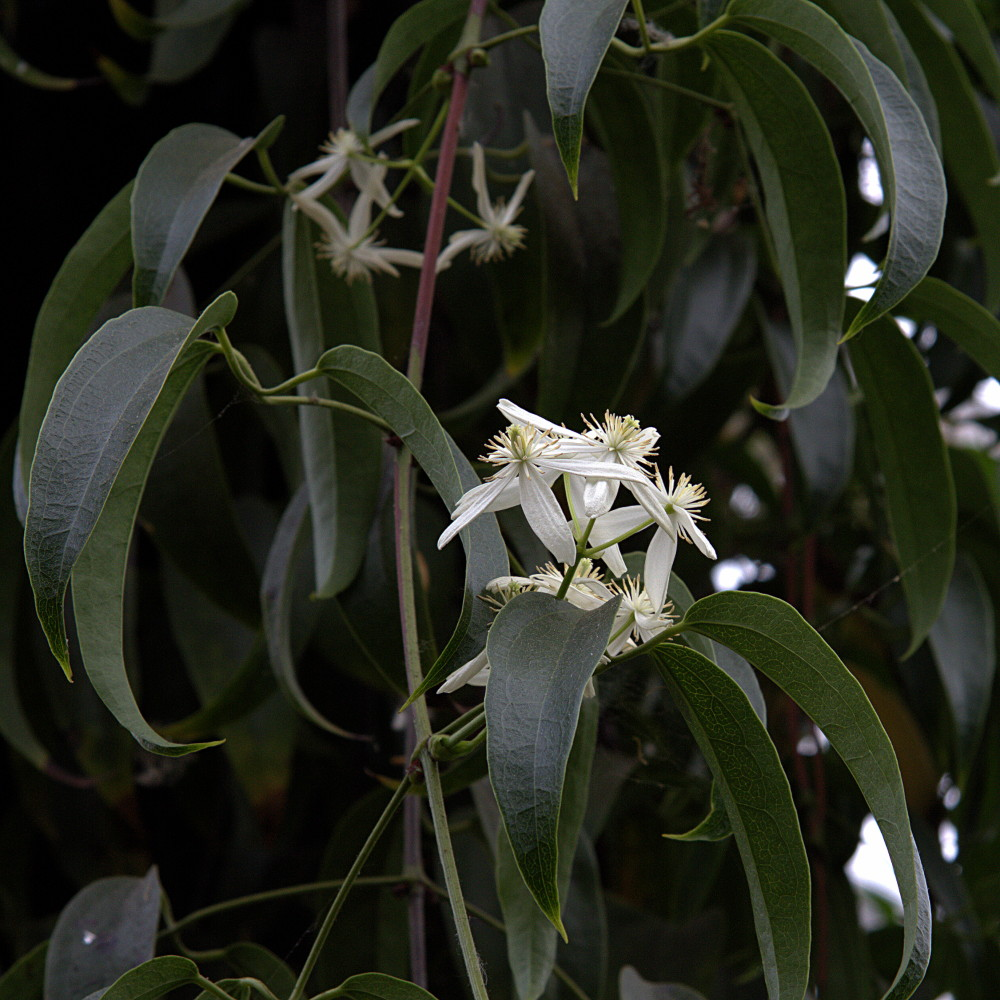
Clematis armandii

### Pharmacopée chinoise
La clématite d’Armand, appelée en chinois 小木通 Xiǎomù tōng, est principalement utilisée comme matière médicale.
Saveur : 甘 gan « doux »；nature 寒 han « froid ».
Fonctions : soulage les muscles, évacue le chaud, diurétique, principalement contre les douleurs articulaires rhumatismales, ecchymoses, œdème.